# 中华人民共和国国家经济体制改革委员会
中华人民共和国国家经济体制改革委员会（简称国家体改委），是依据第五届全国人大在1982年5月通过的决议成立的，曾经是国务院的组成部门，负责主导经济体制改革。该部门已于1998年3月，依据第九届全国人大第一次会议通过的《国务院机构改革方案》，“为了加强国务院对经济体制改革工作的领导，国家经济体制改革委员会改为国务院高层次的议事机构，总理兼主任，有关部长任成员，不再列入国务院组成部门序列。”

## 沿革
在改革开放的背景下，国务院在1980年5月决定成立“国务院体制改革办公室”，由国务院秘书长杜星垣兼任主任职务。
1982年5月，五届全国人大决定设立“国家经济体制改革委员会”为国务院组成部门。
1998年国务院机构改革中，「国家体改委」撤銷，改設为“国务院经济体制改革办公室”（简称“体改办”）；同时，成立了一个虚设的“国家体改委”作为国务院的议事机构，退出了政府组成序列。
2002年11月，在“体改办”主任王岐山调海南省工作后，主任职位空缺。2003年3月，“体改办”撤销，其职能并入新成立的国家发展和改革委员会。

## 职责
根据《国务院办公厅关于印发国家经济体制改革委员会职能配置、内设机构和人员编制方案的通知》（国办发〔1994〕13号），国家体改委承担下列职能：
1. 根据建立社会主义市场经济体制的改革目标，组织有关部门和地区研究制订全国经济体制改革中长期总体规划和年度综合改革实施方案，指导有关部门和地区制订本部门、本地区的经济体制改革规划，参与制订有关部门专项改革方案。
2. 协调经济体制改革规划、方案制订和实施中的衔接配套问题，检查规划、方案的执行情况，及时向国务院报告经济体制改革中的情况、问题和提出建议。
3. 组织制订企业综合配套改革的法规、政策和方案，组织企业的重要改革试点，指导和推动各地区、各部门、各行业深化企业改革，转换企业经营机制，逐步建立现代企业制度，推进企业集团的发展，促进企业组织结构优化。
4. 指导和协调地区、部门、行业进行经济体制改革试点，会同有关部门组织重要的改革试点，总结推广试点经验。
5. 协调农村经济体制的配套改革，负责城市、农村经济体制改革的衔接工作，会同有关部门指导和推进县级综合改革。
6. 参与制订有关综合性经济法规，组织制订有关企业的经济法规，研究与经济体制改革有关的法制建设问题。
7. 组织研究经济体制改革理论，配合有关部门进行经济体制改革宣传，组织经济体制改革干部的培训工作。
8. 调查研究国外经济体制的沿革和发展趋势，组织开展有关经济体制研究、人才培训、改革信息的国际合作交流活动。
9. 承办党中央、国务院交办的其他事项。

## 机构设置
根据《国务院办公厅关于印发国家经济体制改革委员会职能配置、内设机构和人员编制方案的通知》（国办发〔1994〕13号），国家体改委设置下列机构：

### 内设机构
- 办公厅（人事司）
- 政策法规司
- 综合规划和试点司
- 宏观调控体制司
- 生产体制司
- 市场流通体制司
- 分配和社会保障体制司
- 农村经济体制司
- 国外经济体制司（外事司）
- 机关党委

### 直属事业单位
- 中国经济体制改革研究所（1990年前）[1][2]
- 国家体改委经济管理研究所（1990年前）[2]
- 中国经济体制改革杂志社

### 主管社会团体
- 中国经济体制改革研究会

## 历任领导

### 主任
国家经济体制改革委员会主任
1. 赵紫阳（1982年5月－1987年4月）
2. 李铁映（1987年4月－1988年4月，第一次）
3. 李　鹏（1988年4月—1990年9月）
4. 陈锦华（1990年9月－1993年3月）
5. 李铁映（1993年3月－1998年4月，第二次）
6. 朱镕基（1998年4月－2003年3月，机构撤销，虚职）

国务院经济体制改革办公室主任
1. 刘仲藜（1998年4月—2000年12月）
2. 王岐山（2000年12月—2002年11月）

### 成员
国务院财政经济委员会经济体制改革小组组长（1979年9月～1980年5月）
- 张劲夫，时任国务院财政经济委员会副秘书长
  - 副组长：廖季立

国务院体制改革办公室主任（1980年5月～1982年5月）
- 杜星垣（1980年5月 - 1982年5月），国务院秘书长
  - 第一副主任：周太和（1981年8月 - 1982年4月）
  - 副主任：廖季立（1981年8月 - 1982年4月）

国家经济体制改革委员会主任（1982年5月～1998年3月）
- 赵紫阳（1982年5月 - 1987年4月）
  - 党组书记：安志文（1983年7月 - 1987年3月）
  - 副主任：杜星垣（1982年5月 - 1983年7月）、安志文（1982年5月 - 1987年4月）、周太和（1982年5月 - 1985年5月）、童大林（1982年5月 - 1985年5月）、陶力（1983年7月 - 1985年5月）、鲍彤（1983年7月 - 1988年5月，时任国务院副秘书长）、贺光辉（1983年7月 - 1995年1月）、高尚全（1985年5月 - 1993年6月）
  - 秘书长：周太和（1982年5月 - 1983年7月）、董峰（1983年7月 - 1985年6月）、洪虎（1985年6月 - 1991年8月）
  - 专职委员：陶力（1982年7月 - 1983年7月）、廖季立（1982年7月 - 1983年7月）、董峰（1982年7月 - 1985年6月）、詹武（1982年7月 - 1985年6月）、李岩	（1982年7月 - 1985年6月）、宋一峰（1982年7月 - 1985年6月）、杨启先（1985年6月 - 1990年12月）、傅丰祥（1985年6月 - 1993年2月）、陈一谘（1985年6月 - 1996年3月） 、宫著铭（1985年6月 - 1990年7月）、郑洪庆（1986年11月 - 1990年12月）、周小川（1986年11月 - 1990年12月）
  - 顾问：薛暮桥（1982年5月 - 1985年5月）、马洪（1982年5月 - 1985年5月）、廖季立（1983年7月 - 1988年5月）、陶鲁笳（1985年2月 - 1988年5月）
- 李铁映（1987年4月 - 1988年4月，第一次）
  - 副主任：鲍彤（1983年7月 - 1988年5月，时任国务院副秘书长）、贺光辉（1983年7月 - 1995年1月）、高尚全（1985年5月 - 1993年6月）
  - 秘书长：洪虎（1985年6月 - 1991年8月）
  - 专职委员：杨启先（1985年6月 - 1990年12月）、傅丰祥（1985年6月 - 1993年2月）、陈一谘（1985年6月 - 1996年3月） 、宫著铭（1985年6月 - 1990年7月）、郑洪庆（1986年11月 - 1990年12月）、周小川（1986年11月 - 1990年12月）
  - 顾问：廖季立（1983年7月 - 1988年5月）、陶鲁笳（1985年2月 - 1988年5月）
- 李鹏（1988年4月 - 1990年9月）
  - 副主任：贺光辉（1983年7月 - 1995年1月）、高尚全（1985年5月 - 1993年6月）、刘鸿儒（1988年5月 - 1993年6月）、张彦宁（1988年5月 - 1991年4月）
  - 秘书长：洪虎（1985年6月 - 1991年8月）
  - 专职委员：杨启先（1985年6月 - 1990年12月）、傅丰祥（1985年6月 - 1993年2月）、陈一谘（1985年6月 - 1996年3月） 、宫著铭（1985年6月 - 1990年7月）、郑洪庆（1986年11月 - 1990年12月）、周小川（1986年11月 - 1990年12月）	、陈兰通（1988年6月 - 1990年2月）、李修义（1988年6月 - 1994年11月）、孙效良（1988年6月 - 1993年10月）
- 陈锦华（1990年9月 - 1993年3月）
  - 副主任：贺光辉（1983年7月 - 1995年1月）、高尚全（1985年5月 - 1993年6月）、刘鸿儒（1988年5月 - 1993年6月）、张彦宁（1988年5月 - 1991年4月）、洪虎（1991年2月 - 1998年3月）、刘志峰（1992年9月 - 1998年3月）
  - 秘书长：洪虎（1985年6月 - 1991年8月）、王仕元（1991年8月 - 1993年12月）
  - 专职委员：杨启先（1985年6月 - 1990年12月）、傅丰祥（1985年6月 - 1993年2月）、陈一谘（1985年6月 - 1996年3月） 、郑洪庆（1986年11月 - 1990年12月）、周小川（1986年11月 - 1990年12月）、李修义（1988年6月 - 1994年11月）、孙效良（1988年6月 - 1993年10月）
- 李铁映（1993年3月 - 1998年4月，第二次）
  - 党组书记：贺光辉（1993年5月 - 1995年1月）、张皓若（1995年1月 - 1998年3月）
  - 副主任：贺光辉（1983年7月 - 1995年1月）、高尚全（1985年5月 - 1993年6月）、刘鸿儒（1988年5月 - 1993年6月）、洪虎（1991年2月 - 1998年3月）、刘志峰（1992年9月 - 1998年3月）、乌杰（1993年5月 - 1998年2月）、马凯（1993年6月 - 1995年1月）、王仕元（1993年6月 - 1995年8月）、张皓若（1995年1月 - 1998年3月）、王东进（1996年3月 - 1998年3月）、邵秉仁（1996年3月 - 1998年3月）
  - 秘书长：王仕元（1991年8月 - 1993年12月）、邵秉仁（1993年12月 - 1996年3月）、郭树清（1996年3月 - 1997年12月）、彭森（1997年12月 - 1998年3月）	秘书长	1997.12～1998.3
  - 专职委员：陈一谘（1985年6月 - 1996年3月）、李修义（1988年6月 - 1994年11月）、孙效良（1988年6月 - 1993年10月）
- 朱镕基（1998年4月 - 2003年3月）

1998年中国国务院机构改革中，「国家体改委」撤销，改设为“国务院经济体制改革办公室”（简称“体改办”）。同时，成立了一个虚设的“国家体改委 ”作为国务院的议事机构，退出了政府组成序列。
国务院经济体制改革办公室主任（1998年3月～2003年3月）
- 刘仲藜（1998年3月 - 2000年12月）
  - 副主任：洪虎（1998年4月 - 2000年9月）、 万季飞（1998年4月 - 2000年1月）、邵秉仁（1998年4月 - 2003年1月）、李剑阁（1998年1月 - 2003年3月）、宋宝瑞（1999年5月 - 2003年3月）、彭森（2000年1月 - 2003年3月）、潘岳（2000年1月 - 2003年3月）
- 王岐山（2000年12月 - 2002年11月）[3]。
  - 副主任：邵秉仁（1998年4月 - 2003年1月）、李剑阁（1998年1月 - 2003年3月）、宋宝瑞（1999年5月 - 2003年3月）、彭森（2000年1月 - 2003年3月）、潘岳（2000年1月 - 2003年3月）